# 'Ndrina Vrenna
La 'ndrina Vrenna è una cosca malavitosa o 'ndrina di Crotone.

## Storia

### Anni '70 - Faida di Crotone
Secondo il pentito Giuseppe Lamberti, fino agli anni '70 i locali attivi anche senza società formata o con solo buon ordine dipendevano dal locale di Crotone ed in particolare da suo padre Luigi Vrenna che aveva il ruolo di capobastone e fu anche il fondatore della 'ndrina.
Luigi Vrenna, detto U Zirru, il quale comandò il clan sino al 1974 quando venne arrestato come mandante dell'omicidio di due bambini (figli di Umberto Feudale, uomo di rispetto, detto U Petruliaru). Questo fece iniziare la faida di Crotone. Umberto Feudale, che era dedito al contrabbando di sigarette, qualche mese prima aveva ucciso durante una sparatoria un figlio ventiduenne di Luigi Vrenna, Calogero detto Ninì, il quale dopo essere stato sparato, venne investito con la macchina mentre era a terra morto in segno di sfregio. Durante la sparatoria rimase ucciso un fratello di Feudale, Ciccio. Dopo la morte di Calogero iniziò una caccia ai parenti dei Feudale che culminò con l'uccisione di due bambini di 9 e 14 anni, Salvatore e Domenico Feudale, figli di Umberto. Per l'uccisione dei bambini il clan subì numerosi arresti, cadde in declino e fu contestato dalla popolazione di Crotone durante il processo, e si ridimensionò, così altre famiglie del crotonese, provenienti anche da Isola di Capo Rizzuto, Cutro e Cirò, cercarono di prenderne il posto. Luigi Vrenna morì per cause naturali.

### Anni 2000 - Operazione Heracles
Il 17 novembre 2003 a Bologna venne arrestato Francesco Mellino considerato il killer del clan, grazie all'operazione Bastiglia, per l'assassinio di Gabriele Guerra, originario di Cervia, pregiudicato in regime di semilibertà, ucciso perché aveva manifestato la volontà di smarcarsi dal sodalizio criminale.
Il 8 aprile 2008 con l'operazione Heracles vengono arrestate 39 persone presunte affiliate alle cosche Vrenna, Bonaventura e Corigliano a Crotone, Reggio Calabria, nel Lazio e in Emilia-Romagna. Dall'operazione si evincono varie attività illecite tra cui il traffico di droga, rifornimento di esplosivo dalla criminalità albanese, estorsione dal 2002 a un'impresa di pulizia e intimidazione delle forze dell'ordine da cui in questo periodo si sentivano braccati e obbligavano anche attività commerciali a ricevere protezioni da appartenenti alla cosca in cambio di denaro. L'11 aprile vengono confermati i fermi a 34 persone.
Il 28 aprile 2008 con l'operazione Eracles II vennero arrestate dalla polizia 55 persone legate ai Vrenna-Bonaventura-Corigliano. Sono accusati di associazione a delinquere di stampo mafioso, estorsione, detenzione di armi e traffico di sostanze stupefacenti.
Il 6 marzo 2009 a Montalto Uffugo venne arrestato il capobastone Giuseppe Vrenna, accusato di associazione di tipo mafioso, traffico di droga ed estorsione.

### Anni 2010 - Operazione Old Family
Il 4 giugno 2013 con l'operazione Old Family a Crotone vengono arrestate 35 persone appartenenti alle cosche Vrenna-Ciampà-Corigliano-Bonaventura, Farao-Marincola, Ciampà-Megna-Cazzato, Grande Aracri e Morabito accusati a vario titolo di associazione di tipo mafioso estorsioni, detenzione di armi e traffico di stupefacenti e di armi, in cui figurano anche nuove leve come Francesco Franco, Andrea Leto, Luca Manente, Corrado Valsavoia, Alfonso Cazzato e Danilo Cazzato. Accusati a vario titolo di estorsioni traffico d'armi e narcotraffico e associazione di tipo mafioso appartenenti al gruppo del boss Egidio Cazzato detenuto nel regime carcerario 41 bis di Ascoli Piceno. Nel luglio 2014 arrivano le pesanti sentenze di condanna per vari esponenti, come Egidio Cazzato (24 anni) e Danilo Cazzato (20 anni), Mario Cimino (20), Mario Citati,(20) Antonio De Biase,(20) Gianfranco Giordano,(20) Corrado Valsavoia (20) e Domenico Palamara (20 anni) di Africo (RC).

### Anni 2020 - Operazioni Basso Profilo e Orso
- 21 gennaio 2021: operazione Basso Profilo contro i Vrenna-Ciampà-Corigliano-Bonaventura, gli Arena e i Grande Aracri[17][18][19][20].
- 23 febbraio 2021: operazione Orso contro i Vrenna-Ciampà-Corigliano-Bonaventura e i Megna[21][22].

## Organizzazione

### Alleanze
È collegata con tutte le famiglie del crotonese come i Megna, gli Iona e i Grande Aracri.

### Capibastone e elementi di spicco
- Antonio Tonino Vrenna, capobastone.
- Gianni Bonaventura, reggente del clan Vrenna-Bonaventura (morto per cause naturali l'11 marzo 2003).
- Mario Bonaventura, condannato a seguito dell'operazione Heracles.
- Giuseppe Pino Vrenna, capobastone arrestato il 6 marzo 2010 dopo circa un anno di latitanza. Dal 9 dicembre 2010 è un pentito.
- Luigi Bonaventura, ex boss reggente del clan Vrenna-Bonaventura (collaboratore di giustizia dal 2006).
- Salvatore Rino Bonaventura, padre di Luigi. È attualmente in carcere.
- Paolo Corigliano, cognato di Giuseppe Vrenna (ha sposato la sorella).
- Egidio Cazzato, amico fraterno di Gianni Bonaventura (il figlio, Vittorio Cazzato, è stato ucciso nel 1990). È attualmente in carcere.
- Sergio Vrenna, arrestato.

### Parentele
In seguito a una cruente faida i Vrenna hanno stretto una forte alleanza con un'altra famiglia crotonese: la potente famiglia Ciampà.